# Serge Haroche

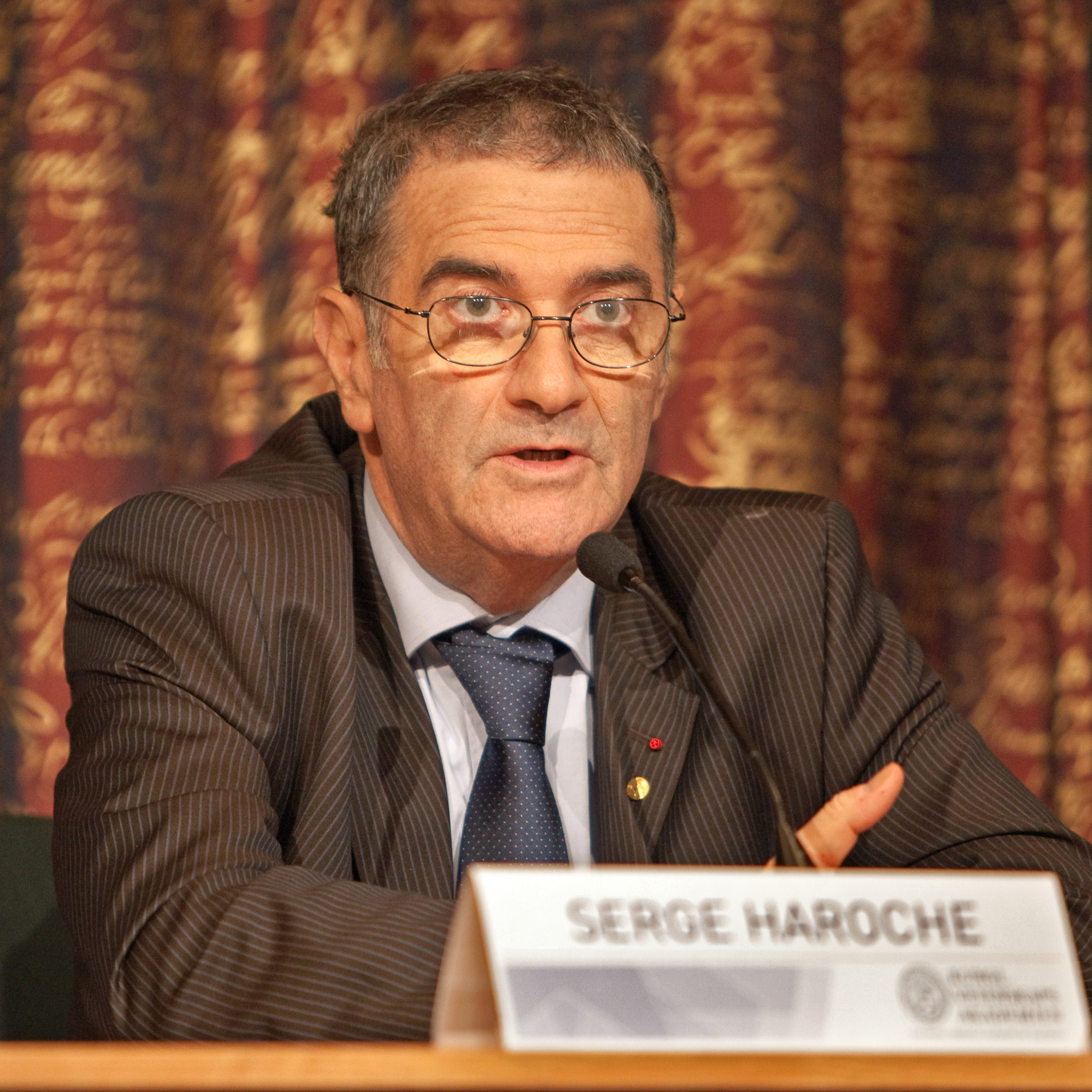
Serge Haroche (2012).

Serge Haroche (* 11. September 1944 in Casablanca) ist ein französischer Physiker.
2012 wurde er mit dem Nobelpreis für Physik ausgezeichnet. Er ist bekannt für Experimente zu den Grundlagen der Quantenmechanik.

## Lebenslauf
Haroche wurde in einer jüdischen Familie geboren. Sein Vater war Rechtsanwalt marokkanisch-jüdischer Abstammung, und seine Mutter war Lehrerin russisch-jüdischer Abstammung. Die Familie verließ Marokko 1956, als das französische Protektorat über das Land zu Ende ging, und emigrierte nach Frankreich.
Haroche studierte von 1963 bis 1967 Physik an der École normale supérieure (ENS) und der Faculté des Sciences der Universität Paris. 1967 wurde er promoviert (Doctorat de 3e cycle) und 1971 erhielt er sein zweites Doktorat (im damaligen zweistufigen französischen System Doctorat ès sciences physiques). Sein Doktorvater war der spätere Nobelpreisträger Claude Cohen-Tannoudji. 1967 wurde er Professeur Agrégé für Physik und gleichzeitig Attaché de Recherche des CNRS; dort wurde er 1971 zum Chargé de Recherche und 1973 zum Maître de Recherche befördert. Ab 1973 war er außerdem Maître de conférence der École polytechnique und ab 1974 Professor an der Universität Pierre und Marie Curie (Paris VI, UPMC), was er bis 2001 blieb. Von 1991 bis 2001 war er Seniormitglied des Institut universitaire de France.
Von 2001 bis 2015 war er Professor am Collège de France und Inhaber des Lehrstuhls für Quantenphysik, seither ist er Professor emeritus. Er war unter anderem Gastprofessor an der Yale University (1983 bis 1993), dem Massachusetts Institute of Technology, der Harvard University (1981), Stanford University, der Universidade Federal do Rio de Janeiro und leitete fünf Jahre lang die Physikfakultät der ENS. Er leitet die Gruppe für Elektrodynamik einfacher Systeme am Laboratoire Kastler Brossel (LKB), das von der ENS, der UPMC und dem CNRS getragen wird.
Am 9. Oktober 2012 wurde ihm zusammen mit dem Amerikaner David Wineland der Physik-Nobelpreis für die Forschung der Wechselwirkung zwischen Licht und Materie zugesprochen.

## Werk
Haroche ist bekannt für die experimentelle Beobachtung der Dekohärenz in der Quantenmechanik. Dies gelang ihm mit Kollegen an der École normale supérieure in Paris 1996. Es kann als eine experimentelle Realisierung des Gedankenexperiments von Schrödingers Katze aufgefasst werden und zeigt die Ausbildung makroskopisch unterscheidbarer „klassischer“ Zustände aus quantenmechanischen Überlagerungszuständen.
Für seine Experimente untersuchte er Atome (bzw. ein einzelnes Atom) in kleinen Hohlräumen mit fast perfekt reflektierenden Wänden, wo die Wechselwirkung des Atoms mit nur wenigen Photonen unter kontrollierten Bedingungen beobachtet werden konnte, was die Überprüfung fundamentaler Gesetze der Quantenmechanik ermöglichte (Hohlraum-Quantenelektrodynamik, Cavity Quantum Electrodynamics). Am Labor Kastler-Brossel arbeitete er eng mit Jean-Michel Raimond und Michel Brune (beide ehemalige Doktoranden von Haroche) zusammen.
Er untersucht auch die Anwendung dieser Systeme in der Quanteninformationstheorie.

## Publikationen (Auswahl)
- mit Jean-Michel Raimond: Cavity Quantum Electrodynamics. In: Scientific American. Band 268, Nr. 4, April 1993, S. 54–62, doi:10.1038/scientificamerican0493-54.
- mit M. Brune, E. Hagley, J. Dreyer, X. Maître, A. Maali, C. Wunderlich, J. M. Raimond: Observing the Progressive Decoherence of the “Meter” in a Quantum Measurement. In: Physical Review Letters. Band 77, Nr. 24, 9. Dezember 1996, S. 4887–4890, doi:10.1103/PhysRevLett.77.4887.
- Quantum Information with Atoms and Photons in a Cavity: Entanglement, Complementarity and Decoherence Studies. In: Physica Scripta. T102, 2002, S. 128–132 (iop.org).
- mit Jean-Michel Raimond: Exploring the Quantum – Atoms, Cavities and Photons. Oxford University Press, Oxford 2006, ISBN 978-0-19-850914-1.
- Fifty Years of Atomic, Molecular and Optical Physics in Physical Review Letters. In: Phys. Rev. Letters. Band 101, 2008, S. 160001, doi:10.1103/PhysRevLett.101.160001 (englisch, aps.org).
- Licht. Eine Geschichte. Klett-Cotta, Stuttgart 2020, ISBN 978-3-608-98495-8 (google.de – Originaltitel: La Lumière révélée. Übersetzt von Ursula Held).

## Auszeichnungen und Mitgliedschaften
- Mitglied der Ehrenlegion
- Mitglied der Académie des sciences
- 1991–2001 Mitglied des Institut universitaire de France
- 1971 Prix Aimé Cotton der Société française de physique
- 1983 Prix Jean Ricard der Société française de physique
- 1988 Einstein-Preis für Laserforschung
- 1990 Fellow der American Physical Society
- 1991 Gay-Lussac-Humboldt-Preis
- 1993 Michelson Medal des Franklin Institute
- 2001 Prix Tomassoni der Universität Rom
- 2007 Charles Hard Townes Award der OSA
- 2009 Gold-Medaille des CNRS
- 2010 Mitglied der National Academy of Sciences
- 2010 Herbert-Walther-Preis
- 2012 Nobelpreis für Physik[5]
- 2012 Wahl an die Spitze des Collège de France
- 2013 Auswärtiges Ehrenmitglied der American Academy of Arts and Sciences
- 2014 Dirac Medal der University of New South Wales
- 2016 Auswärtiges Mitglied der Russischen Akademie der Wissenschaften[6]
- Ehrendoktor zahlreicher Universitäten, darunter die Université de Montréal (2014),[7] das Weizmann-Institut (2015)[8] die Bar-Ilan-Universität (2016),[9] und die City University of Hongkong (2017)[10]